# Safia zora
Safia zora là một loài bướm đêm trong họ Noctuidae.